# David Bowie
David Bowie (nume real David Robert Jones; n. 8 ianuarie 1947, Greater London, Anglia, Regatul Unit – d. 10 ianuarie 2016, New York City, New York, SUA) a fost un cântăreț, compozitor, producător și inginer de sunet englez, câștigător a două premii Grammy.
Activ pe parcursul a cinci decenii de rock 'n' roll, frecvent reinventându-și muzica, Bowie este considerat de majoritatea comentatorilor muzicali drept un influent inovator, în special datorită lucrărilor sale din anii 1970. Bowie s-a inspirat dintr-o vastă paletă de subiecte din artă, filozofie și literatură.

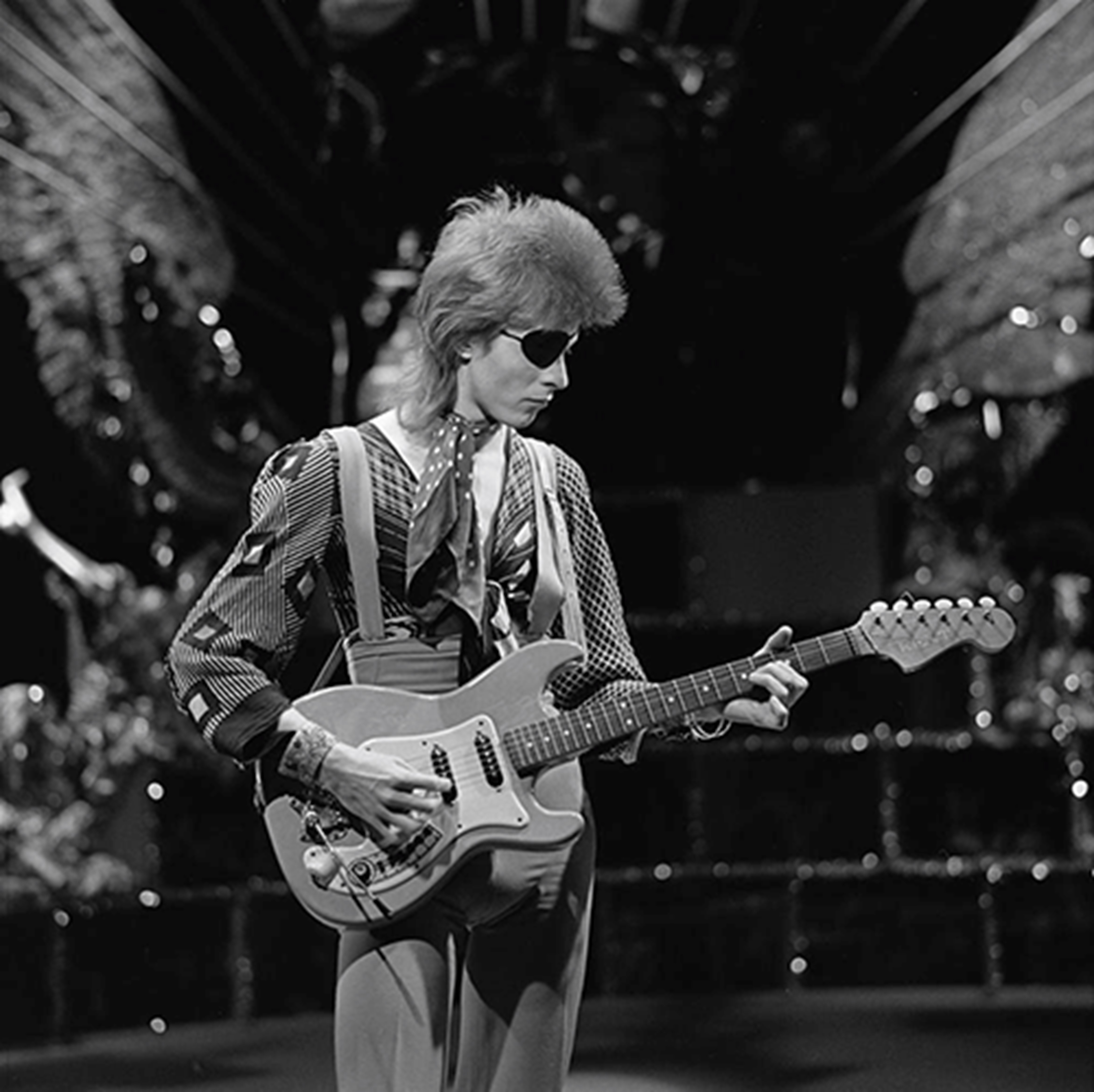
David Bowie în 1974

Bowie a fost, de asemenea, un actor de film și teatru, regizor și artist vizual de videoclipuri muzicale.
A apărut pe scenă în filmul Omul căzut pe Pământ (engleză The Man Who Fell to Earth, 1976).
A murit pe data de 10 ianuarie 2016, la doar două zile după ce împlinise 69 de ani, în urma unei lupte de 18 luni cu cancerul.

## Discografie

### Albume de studio
- David Bowie (1 iunie 1967)
- Space Oddity (4 noiembrie 1969)
- The Man Who Sold The World (4 noiembrie 1970)
- Hunky Dory (17 decembrie 1971)
- The Rise and Fall of Ziggy Stardust and The Spiders from Mars (6 iunie 1972)
- Aladdin Sane (13 aprilie 1973)
- Pin Ups (19 octombrie 1973)
- Diamond Dogs (24 aprilie 1974)
- Young Americans (7 martie 1975)
- Station to Station (23 ianuarie 1976)
- Low (14 ianuarie 1977)
- "Heroes" (14 octombrie 1977)
- Lodger (18 mai 1979)
- Scary Monsters (and Super Creeps) (12 septembrie 1980)
- Let's Dance (14 aprilie 1983)
- Tonight (1 septembrie 1984)
- Never Let Me Down (27 aprilie 1987)
- Tin Machine (22 mai 1989)
- Tin Machine II (2 septembrie 1991)
- Black Tie White Noise (5 aprilie 1993)
- Outside (26 septembrie 1995)
- Earthling (30 ianuarie 1997)
- Hours... (4 octombrie 1999)
- Heathen (11 iunie 2002)
- Reality (16 septembrie 2003)
- The Next Day (8 martie 2013)
- Blackstar (8 ianuarie 2016)
- Toy (26 noiembrie 2021)

### Albume live
- David Live (29 octombrie 1974)
- Stage (8 septembrie 1978)
- Ziggy Stardust - The Motion Picture (octombrie 1983)
- Tin Machine Live: Oy Vey, Baby (2 iulie 1992)
- Santa Monica '72 (25 aprilie 1994)
- Live Santa Monica '72 (30 iunie 2008)
- Glass Spider Live (octombrie 2008)
- VH1 Storytellers (6 iulie 2009)
- A Reality Tour (26 ianuarie 2010)

### Compilații
- The World of David Bowie (martie 1970)
- Images 1966-1967 (februrie 1973)
- Best Deluxe (octombrie 1973)
- In The Beginning Vol. 2 (1973)
- ChangesOneBowie (20 mai 1976)
- Starting Point (1977)
- Rock Concert (iulie 1979)
- Chameleon (1979)
- La Grande Storia Del Rock (1979)
- Profile (1979)
- The Best of Bowie (15 decembrie 1980)
- Another Face (mai 1981)
- ChangesTwoBowie (noiembrie 1981)
- Fashions (noiembrie 1982)
- Bowie Rare (decembrie 1982)
- Superstar (1982)
- Golden Years (august 1983)
- A Second Face (august 1983)
- Prime Cuts (august 1983)
- Die Weisse Serie - Extra Ausgabe (1983)
- Love You till Tuesday (mai 1984)
- Fame and Fashion (mai 1984)
- David Bowie: The Collection (noiembrie 1985)
- Sound + Vision (19 septembrie 1989)
- Starman (1989)
- Changesbowie (20 martie 1990
- Rock Reflections (1990)
- David Bowie (1990)
- Early On (1964-1966) (1991)
- The Singles Collection (16 noiembrie 1993)
- The Gospel According to David Bowie (1993)
- Rarest One Bowie (mai 1995)
- London Boy (1996)
- The Deram Anthology 1966-1968 (9 iunie 1997)
- The Best of David Bowie 1969/1974 (7 octombrie 1997)
- The Best of David Bowie 1974/1979 (20 aprilie 1998)
- Rarest Series (1998)
- Bowie at The Beeb (25 septembrie 2000)
- All Saints (9 iulie 2001)
- Best of Bowie (22 octombrie 2002)
- Club Bowie (noiembrie 2003)
- Musical Storyland (2003)
- The Collection (3 mai 2005)
- The Platinum Colelction (7 noiembrie 2005)
- The Best of David Bowie 1980/1987 (19 martie 2007)
- iSelect (29 iunie 2008)

### EP-uri
- Don't Be Fooled by The Name (septembrie 1981)
- David Bowie in Bertolt Brecht's Baal (13 februarie 1982)
- The Mannish Boys/Davy Jones and The Lower Third (octombrie 1982)
- Live EP (Live at Fashion Rocks) (noiembrie 2005)
- Space Oddity (20 iulie 2009)

### Soundtrack-uri
- Christiane F. (aprilie 1981)
- Labyrinth (23 iunie 1986)
- The Buddha of Suburbia (decembrie 1993)

## Filmografie selectivă
Omul care a căzut pe Pământ (1976)
The Hunger(1983) -John Blaylok
- Prestigiul (2006) - Nikola Tesla
- Arthur și Minimoys (2006) - împăratul Maltazard (voce)
- David Bowie (2013) - Five Years (film documentar)

## Publicații
- Bowie: Object, 2010 [38]